# St. Joseph (Osnabrück)

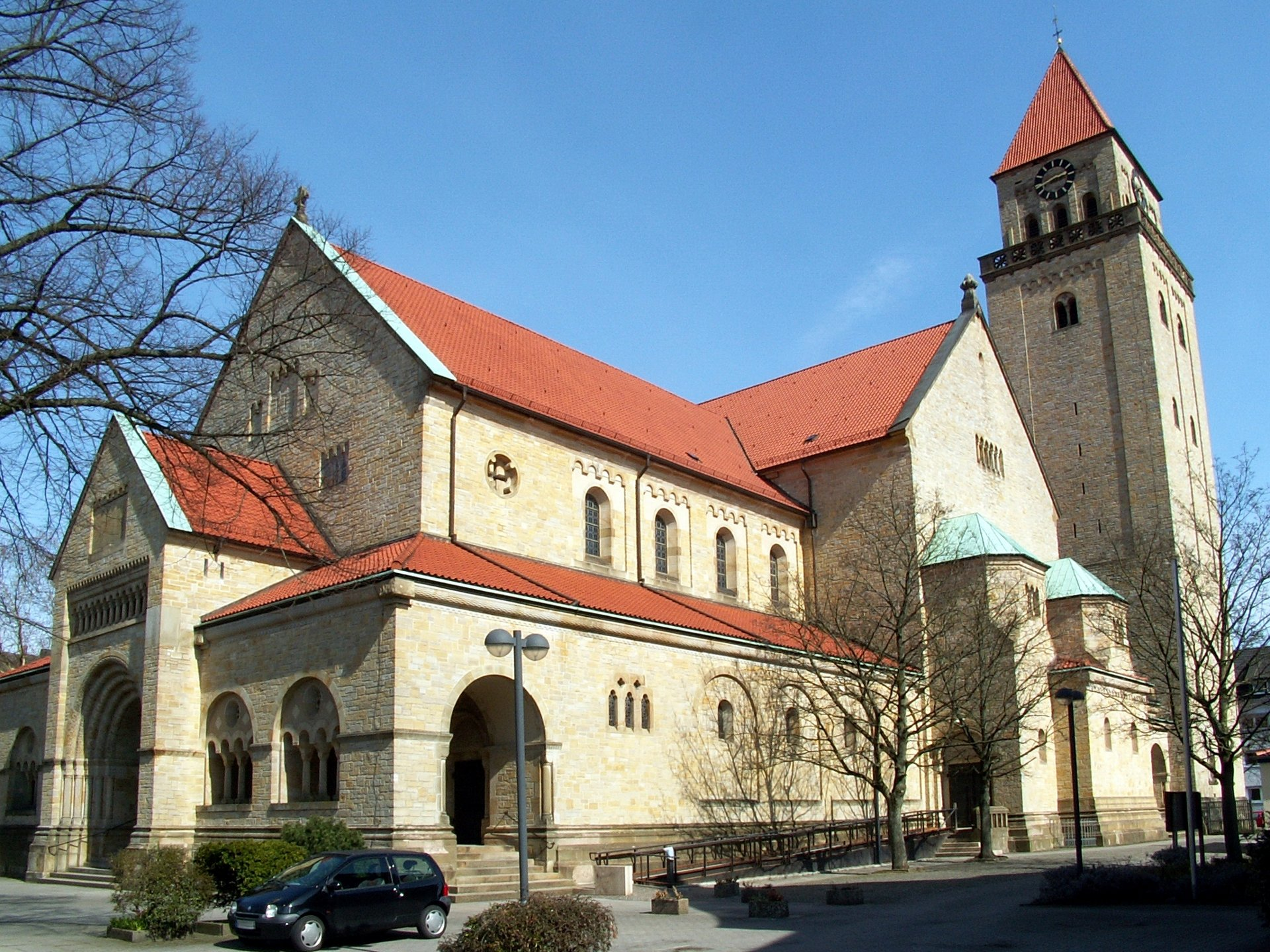
Osnabrück, St. Joseph von Südwesten

Die Kirche St. Joseph ist eine römisch-katholische Pfarrkirche im Osnabrücker Stadtteil Schölerberg. Ihre Pfarrgemeinde St. Joseph gehört zum Stadtdekanat Osnabrück des Bistums Osnabrück.

## Geschichte
Die Pfarrei St. Joseph wurde Anfang des 20. Jahrhunderts aufgrund steigender Einwohnerzahlen in Osnabrück als Abpfarrung der Muttergemeinde St. Johann gegründet. Die Johannisgemeinde zählte um 1900 etwa 10.000 Mitglieder aus den südlichen Stadtteilen. In der Johanniskirche bestand akuter Platzmangel, welchem mit einer neuen Kirche für die Außenbezirke entgegengewirkt werden sollte.
1903 wurde ein Kirchbausammelverein gegründet. Die Grundsteinlegung fand im August 1913 statt. Nach Ausbruch des Ersten Weltkriegs standen die Arbeiten zwei Jahre lang still, da viele Arbeiter zum Kriegsdienst verpflichtet wurden. Im Jahre 1917 sollte die unfertige Kirche als Militärmagazin genutzt werden. Um dies zu verhindern, vollzog der Osnabrücker Bischof Wilhelm Berning die Kirchweihe bereits am 15. Oktober 1917. Der Kirchturm wurde 1922 fertiggestellt. Mit der Ausmalung des Innenraums wurde 1924 begonnen, die Fertigstellung dauerte bis ins Jahr 1942 an. Bereits kurz danach, gegen Ende des Zweiten Weltkriegs, wurde die Kirche von Bomben getroffen. Die Außenmauern, die Fenster und das Dach wurden schwer beschädigt. Durch die entstandenen Löcher in der Kuppel drang Wasser ein, welches die Malereien beschädigte. 2013 wurde der Innenraum renoviert.
Am 21. März 2016 wurde der Reliquiar des Altars aufgebrochen. Die Täter erhofften sich wahrscheinlich etwas Wertvolles, trafen aber nur auf die darin aufbewahrten Reliquien und flüchteten ohne Beute.
Der Sturm Friederike beschädigte im Frühjahr 2018 am Dach des Turmes einen Dachziegel. Da der Dachziegel sich in einer Höhe von über 50 Metern herauslöste, musste eine Hebebühne aus Hamburg zur Beseitigung bestellt werden, da in der Region keine Hebebühne mit derartiger Höhe vorhanden war.
St. Joseph beherbergt Reliquien des heiligen Speciosus und des seligen Clemens August Graf von Galen. Seit 2013 befinden sich außerdem Reliquien der seligen Hildegard Burjan in der Kirche.

## Architektur
St. Joseph wurde nach Plänen des Architekten Albert Feldwisch-Drentrup im neuromanischen Stil gebaut und als Wegekirche konzipiert. Dabei wurde hauptsächlich Ibbenbürener Sandstein und Ziegelmauerwerk verwendet. Der Kirchturm hat eine Höhe von 65 Metern. Die Kirche ist nach Osten ausgerichtet. Das Mittelschiff ist im Vergleich zu den Seitenschiffen weiträumig konstruiert und wird von einem Tonnengewölbe überdacht, welches im Chorbereich links und rechts über jeweils drei Fenster verfügt. Im Tonnengewölbe über den Querhäusern sind schmale Rundbogenfenster eingelassen. Über der Vierung befindet sich eine Kuppel, welche von vier Pfeilern getragen wird. Die Kuppel ist die größte Kuppel Nordwestdeutschlands.
Vor der Neukonzeption des Innenraums umgab ein durchgehender Chorumgang den Altarraum. Der Eingang lag im Westen, wo eine Vorhalle den Abschluss des Kirchengebäudes bildete. 2013 wurde die Kirche zu einer Versammlungskirche umgestaltet. Ziel war es, sowohl Sakralraum als auch Sozialraum in einem Gebäude unterzubringen. Dabei wurden die Sitzplätze von 500 auf 250 reduziert und eine Kreuzkapelle geschaffen, die 30 Personen Platz bietet.

### Wand- und Deckenmalereien
An der Ostwand des Chorraums befindet sich eine Darstellung des wiederkehrenden Christus, welche der Kunstmaler Augustin Pacher geplant hat. Die Ausmalung wurde vom Osnabrücker Maler Albert Emminghaus durchgeführt. Da Emminghaus bei den Arbeiten tödlich verunglückte, wurde diese durch den Maler Bernhard Riepe fertiggestellt. An den Seitenwänden des Chorraums sind Szenen aus dem Alten Testament abgebildet, während im oberen Gewölbe drei Szenen aus dem Leben Jesu dargestellt sind. Im südlichen Querhaus befinden sich Szenen aus dem Leben des Namenspatrons der Kirche, Josef von Nazaret. Im nördlichen Querhaus sind Bilder aus dem Leben der Maria zu finden.